# مفاعل وايت شيل الأول التجريبي
مفاعل وايت شيل الأول التجريبي هو مفاعل أبحاث كندي يقع في مختبرات وايت شيل في مانيتوبا.

## التصميم
تم تصميمه لاختبار مفهوم مفاعل كندو من نوع الذي استبدل مبرد الماء الثقيل بمادة زيتية حيث كان لهذا عدد من المزايا من حيث التكلفة والكفاءة.
تم تصميم وبناء المفاعل بقوة  60 ميجاوات من قبل شركة جنرال الكتريك الكندية بتكلفة 14.5 مليون دولار كندي. 
حققت درجة الأهمية في 1 نوفمبر 1965 والطاقة الكاملة في ديسمبر 1965 وبدأت محاولة تسويق التصميم في عام 1971 ولكنها انتهت في عام 1973 عندما أصبحت الوحدات المبردة بالماء الثقيل هي المعيار.

## الإغلاق
تم إيقاف تشغيل مفاعل وايت شيل الأول التجريبي  في عام 1985 واعتبارا من عام 2013 يخضع التشغيل لإيقاف التشغيل المقرر اكتماله في عام 2023.